# El silbo
El silbo (IPA: [el ˈsilβo], spanyolul „a fütty”) eredetileg a guancsok, a Kanári-szigetek őslakóinak fütty-nyelve volt. Egyik variánsa máig fennmaradt La Gomera szigetén.

## Története
A fütty-nyelv pontos eredete nem egyértelmű. Talán az Atlasz-hegység néptörzsei hozták magukkal a Kanári-szigetekre a mai Marokkó területéről. Bizonyosan lehet tudni, hogy 1413-ban két francia misszionárius Le Canarien című írásukban a sziget egy furcsa törzséről számolt be, „amely csak ajkaikkal beszél”. Abban az időben a fütty-nyelv még El Hierro és Teneriffa szigetén is használatos volt, de természetesen a guancsok nyelvén. A szigetek spanyol meghódítása óta a spanyol anyanyelvűek is átvették a fütty-rendszert mint kommunikációs eszközt. Ennek oka a közösségek elszigeteltségében rejlik. A telepeseket gyakran hosszú és mély völgyek választották el, és a hangos kiabálás hosszú távon nem tűnt elég kielégítő megoldásnak.
A nyelv kialakulásának is ez lehetett az oka. Az őslakosság már a 15. században eredményesen tudott védekezni fütty-nyelve segítségével a spanyol hódítók és kalózok elleni harcában. Azokat, akik a fütty-nyelvet használták és még ma is használják, Silbadores-nak hívják (a fütyülők). A spanyol polgárháború idején a fütyülőket a front mindkét oldalán bevetették üzenetek váltására.
Az el silbo olyan nyelv, melynek jelentésmegkülönböztető elemei a bizonyos hangmagasságú és hosszúságú füttyök. Alapvetően két magánhangzót és négy mássalhangzót különböztetnek meg, több variánsban a hangmagasság és hangerősség váltakozásának megfelelően. A nyelvészek túlnyomó többsége teljes rangú nyelvnek tekinti, a silbo egyben a leghangosabb természetes emberi kommunikációs eszköz illetve mód, amely segédeszközök nélkül működik. A hallótávolság a széliránytól függően 8-10 kilométer között változik. A füttytechnika részét képezi a mutató illetve a középső ujj valamint az ajkak. A különböző hangmagasságokat a nyelv szájon belüli helyzetének változtatásával lehet elérni, olyan módon, hogy a levegő kipréselésekor az ajkakat összepréselik illetve elernyesztik. A másik kézzel lehetséges a hang irányát befolyásolni.
A fütty-nyelvet az UNESCO 1982-ben felvette a Világ Kulturális Örökségének listájára. 1999 szeptemberében a Kanári-szigetek parlamentje La Gomera szigetén minden általános iskolában kötelezővé tette a silbo oktatását, 1999 előtt választható tantárgy volt.
Fütty-nyelvek léteznek (vagy léteztek) egyébként még a Pireneusokban, Mexikóban, Thaiföldön és Törökország területén is, a világon körülbelül hatvan különböző fütty-nyelv létezhet(ett).